# Ходжсон, Роберт
Роберт Маклеод Ходжсон (англ. Robert MacLeod Hodgson; 25.02.1874, Уэст-Бромидж, Англия — 18.10.1956) — британский дипломат.
Учился в 1887—1893 годах в Radley колледже, и окончил оксфордский Тринити-колледж (1897).
Временный поверенный в делах Великобритании в СССР c 1924 года, был отозван со всей британской дипломатической миссией в 1927 году в связи с разрывом отношений.
В 1928—1936 года генеральный консул Великобритании в Албании.
Был женат на русской женщине Ольге Беллавиной.
Рыцарь-командор ордена Святого Михаила и Святого Георгия (19??, кавалер 1920). Рыцарь-командор ордена Британской империи (1925).